# Iwanuma (Miyagi)
Iwanuma (岩沼市 Iwanuma-shi?) es una ciudad situada en la prefectura de Miyagi, en Japón. Tiene una población estimada, a fines de marzo de 2025, de 42 960 habitantes.
Su superficie total es de 60.45 km².

## Demografía
Según datos del censo japonés, la población de Iwanuma fue en aumento hasta el censo de 2015. A partir de ese momento comenzó a acompañar el declive general de la población del Japón.
| Año del censo | Población     |
| ------------- | ------------- |
| 1995          | 40 072        |
| 2000          | 41 407        |
| 2005          | 43 921        |
| 2010          | 44 187        |
| 2015          | 44 678        |
| 2020          | 44 068        |
| 2023          | 42 960 (est.) |